# Tångmärla
Tångmärla (Gammarus locusta) är en cirka 2,5 centimeter lång märlkräfta som är vanlig bland alger och tång i kustnära havsområden.
Den livnär sig på växtmaterial och olika smådjur. Ibland kan den även orsaka skada på fiskar som sitter fast i ett nät. 
Tångmärlan utgör föda för många fiskar. 